# Odd One In
Odd One In foi um game show decomédia britânico transmitido pelo canal ITV. O programa foi apresentado por Bradley Walsh. O time regular chamado Home Team (time de casa ou local) de participantes incluía Peter Andre e Jason Manford, o Away Team (time de fora) era composto por duas celebridades diferentes a cada semana.

## Formato
Duas equipes competem em um jogo de adivinhações com uma série de incomuns, improváveis e muitas vezes inacreditáveis grupos de pessoas. As equipes têm que descobrir quem, em cada grupo, tem uma habilidade estranha, um talento ou um segredo.  
As equipes podem fazer perguntas para o grupo de pessoas, tentando determinar qual pessoa é a estranha no grupo (the Odd One In).
Na primeira temporada, durante o jogo parte da plateia participa com controles remotos que gravam suas respostas, depois do penúltimo grupo ser apresentado o participante da plateia que mais acertou é escolhido para competir por um prêmio em dinheiro de £5,000, para ganhá-lo o participante deve acertar o estranho do último grupo a ser apresentado com a ajuda das duas equipes e da plateia.   
Na segunda temporada a plateia não possui mais os controles remotos que permitiam competir ao prêmio em dinheiro. A última rodada foi alterada para o que é chamado de Familiar Faces (rostos conhecidos) onde um membro de cada rodada anterior retorna para um ultimo Odd One In.

## Transmissões

### Série Original
| Temporada | Data de início      | Data do fim           | Episódios |
| --------- | ------------------- | --------------------- | --------- |
| 1         | 17 de julho de 2010 | 4 de setembro de 2010 | 8         |
| 2         | 18 de junho de 2011 | 30 de julho de 2011   | 7         |

### Especiais
| Data                   | Especial          |
| ---------------------- | ----------------- |
| 18 de dezembro de 2011 | Especial De Natal |